# Office fédéral des transports

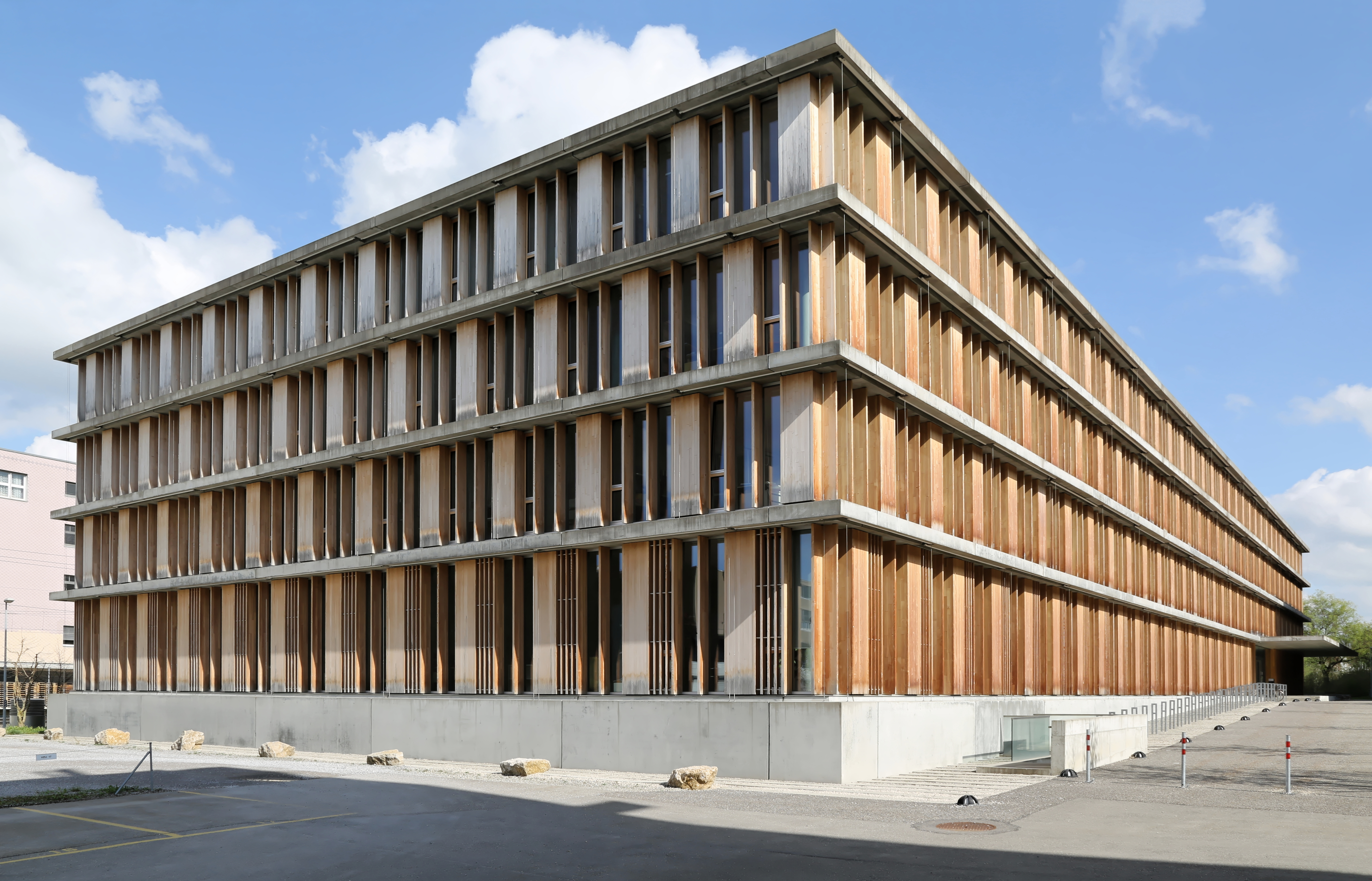
Bâtiment, vue de l'est.

L'Office fédéral des transports (en allemand Bundesamt für Verkehr et en italien Ufficio federale dei trasporti, abrégé OFT) est l'un des sept offices du Département fédéral de l'environnement, des transports, de l'énergie et de la communication suisse. Il est responsable du domaine des transports publics en activité, à savoir « des chemins de fer, des installations de transport à câbles, des autobus ou des bateaux, ou encore du trafic ferroviaire de marchandises ». 

## Organisation
L'Office fédéral des transports, dont le siège se trouve Mühlestrasse à Ittigen, près de Berne, emploie à fin 2008 près de 280 collaborateurs répartis, à partir du 1er janvier 2009, dans cinq divisions. 

### Politique
Le principal rôle de la division politique est de fournir une aide logistique, technique et stratégique au directeur pour la gestion de l'office. Elle est par exemple chargée de la communication interne et externe, ainsi que du suivi des dossiers à l'interne, au sein du département, à l'Assemblée fédérale ou au Conseil fédéral.

### Financement
La division financement a pour but d'assurer les moyens de financement pour la construction et la mise à niveau des infrastructures utilisées par les transports publics, tant pour les marchandises que pour les passagers. Cette division est également chargée de l'octroi des concessions pour le transport public des voyageurs.

### Sécurité
Divisée en sept sections, cette division, précédemment appelée « Technologie de sécurité », est chargée des évaluations techniques et d'exploitation liées à la sécurité pour les nouvelles installations, tout en gérant la réduction des risques environnementaux.

### Infrastructure
Responsable de la planification et de l'utilisation de l'infrastructure ferroviaire en Suisse, la division infrastructure s'occupe de l'octroi des concessions, de l'approbation des plans et des autorisations d’accès au réseau. Elle est également chargée de la réalisation des grands projets ferroviaires.

### Gestion administrative et organisation
Cette division est responsable de services tels que la comptabilité, les ressources humaines ou la logistique.
Avant la réorganisation partielle de 2009, l'office comptait une division supplémentaire, appelée « Surveillance », dont les sections ont été réparties entre les autres divisions de l'office.
L'office est dirigé par Peter Füglistaler depuis 2010. Il est assisté de son suppléant, chargé de la division politique, des trois sous-directeurs des divisions financement, sécurité et infrastructures, du chef de la division économie d'entreprise ainsi que du responsable du groupe informatique. Deux groupes, chargés respectivement de la gestion des risques sécuritaires et de la révision de l'utilisation des moyens financiers mis à la disposition de l'Office dépendent directement de la direction de l'office.

## Histoire
L'Office fédéral des transports voit le jour en 1935. Il succède à la Division des chemins de fer, dont les tâches ne se limitaient plus aux questions ferroviaires.

### Directeur
- 1er juin 2010- : Peter Füglistaler[15]

- 1994 - 31 mai 2010 : Max Friedli[16]
- 1981 ou 1982 - 1993 : Fritz Burki[17]
- 1970 - 1981 : Peter Trachsel[18]
- 1962 - 1970 : Adolf Martin[19]
- 1951 - 1961 : Robert Kunz[20]
- 1950  - 1951 : Fritz Steiner[21]
- 1940 - 1949 : Raphaël Cottier[22]
- 1936 - 1940 : Paul Kradolfer[23]
- 1926 - 1935 : Hans Hunziker[24]

## Mandats et politique
L'Office fédéral des transports doit garantir l'efficacité des transports publics et celle de transports respectueux de l'environnement. Il développe à cet effet des infrastructures adaptées, permettant notamment d'augmenter la part des transports publics et de favoriser le transfert de la route au rail pour le transport des marchandises.